# Киреев, Салават Гаязович
Салават Гаязович Киреев (18 февраля 1955, дер. Ирек, г.Ишимбай — 6 апреля 2001, г.Уфа) — артист цирка, джигит-наездник, тренер. Заслуженный артист Башкирской АССР (1975).

## Биография
После окончания Башкирской цирковой студии при Уфимском цирке (1973) и до 1994 года Киреев Салават Гаязович работал в Российской государственной цирковой компании (Москва; в 1973—1990 гг. в составе Башкирского циркового коллектива). Участник номера «Джигиты Башкортостана». Гастролировал по России и 20 странам мира. Адгам Шарафутдинов вспоминал о Кирееве: «Салават выступал со своим коронным номером „Джигиты Башкортостана“ на башкирских конноспортивных праздниках, и всегда это было ярким, незабываемым зрелищем, гвоздём всей программы. Своё искусство управления, владения лошадью Салават старался передать ученикам, занимался с ними, не считаясь со временем».
В 1996—1998 гг. являлся тренером конно-спортивной школы ипподрома «Акбузат». На работу его пригласил директор ипподрома Адгам Шарафутдинов, партийный руководитель, создавший в своё время конно-спортивные комплексы в Учалинском и Мелеузовском районах РБ, вспоминавший о Салавате: «В 18 лет закончил цирковую студию при Уфимском цирке, а в 20 стал уже заслуженным артистом республики. Гастролировал не только по России — в десятках стран мира. Когда был вынужден уйти из цирка, я, будучи тогда директором Уфимского ипподрома „Акбузат“, пригласил его на работу к себе — тренером конноспортивной школы.»

## Награды и звания
Лауреат премии имени Г.Саляма (1986).

## Фильмография
Емельян Пугачёв (к/ст «Мосфильм», 1978—1979). Исполнил роль Салавата Юлаева.
«На роль Салавата был приглашён артист башкирского циркового коллектива, виртуозный наездник, заслуженный артист Республики Башкортостан Салават Киреев. Постановщиков фильма он заинтересовал своими внешними данными, виртуозным владением джигитовки на коне, молодостью, он был такого же возраста, как Салават.»
Скончался Киреев С. Г. в 46 лет, как и Салават Юлаев.